# John Kennett Starnes
John Kennett Starnes (* 5. Februar 1918 in Montreal, Québec; † 23. Dezember 2014) war ein kanadischer Botschafter.

## Leben
Die Eltern von John Kennett Starnes waren Altha Ella McCrea und Henry Kennett Starnes.
John Kennett Starnes studierte an der Trinity College School (Port Hope, Canada), von 1935 bis 1936 am Silling Institut in der Schweiz, 1937 an der Ludwig-Maximilians-Universität München deutsche Sprache, am Colledge der Bishop's University in Québec 1975.
John Kennett Starnes heiratete 1941 Helen Gordon Robinson. Ihre Kinder sind Colin John und Patrick Barrlay. Starnes wurde im Zweiten Weltkrieg eingesetzt. Von 1944 bis 1970 im auswärtigen Dienst von Kanada. Er war von 1962 bis 1966 Botschafter in Deutschland, als er 1966 in Kairo Botschafter war, bestand die Vereinigte Arabische Republik. Von 1962 bis 1966 war er Leiter der kanadischen Militärmission in Berlin. 1966 betreute er den Abzug des kanadischen Kontingents der United Nations Emergency Force, welches nach der Sueskrise stationiert worden war.
Von 1970 bis 1973 war Starnes der erste zivile Generaldirektor der Abteilung Sicherheit der Royal Canadian Mounted Police. Die Aktivitäten der Royal Canadian Mounted Police in Bezug auf Rechtsstaatlichkeit waren Gegenstand der Royal Commission of Inquiry into Certain Activities of the RCMP einer Untersuchung.
Im Untersuchungsbericht wird Starnes Einwilligung zu rechtswidrigen, verdeckten Operationen der RCMP festgestellt. Starnes erhielt nach dem Access to information Act (kanadische Pendant zum Freedom of Information Act), im Januar 1992 Kabinettsprotokolle vom Oktober 1970.
Die Protokolle weisen darauf hin, dass die Royal Canadian Mounted Police die Regierung von Pierre Trudeau gedrängt, hatte, verhaltener an die Entführungsfälle James Richard Cross und Pierre Laporte durch die Front de libération du Québec zu reagieren und nicht unmittelbar Notstandsmaßnahmen zu ergreifen.

## Veröffentlichungen
- Deep Sleepers, 1981
- Scarab, 1982
- Orion's Belt, 1983
- The Cornish Hug, 1985
- Latonya, 1994

| Vorgänger | Amt                                                                        | Nachfolger                                |
| --- | -------------------------------------------------------------------------- | ----------------------------------------- |
| Thomas Archibald Stone | kanadischer Geschäftsträger in Athen Februar 1945 bis September 1945       | Léo Richer LaFlèche                       |
| Thomas Archibald Stone | kanadischer Geschäftsträger in Belgrad Februar 1945 bis September 1945     | Joseph Jacques Janvier Émile Vaillancourt |
| Escott Graves Meredith Reid | kanadischer Botschafter in Bonn 22. November 1957 bis 1962                 | Richard Plant Bower                       |
| Egerton Herbert Norman (1956-committed suicide after repeated American allegations that he was a Soviet agent in April 1957) Joseph Marc Antoine Jean Chapdelaine | kanadischer Geschäftsträger in Kairo 23. Februar 1966 bis 6. Juni 1966     | Thomas Lemesurier Carter                  |
| Joseph Marc Antoine Jean Chapdelaine | kanadischer Geschäftsträger in Karthum 17. Januar 1967 bis 2. Oktober 1967 | Thomas Lemesurier Carter                  |